# Lonchocarpus balsensis
Lonchocarpus balsensis är en ärtväxtart som beskrevs av Mario Sousa och J.C.Soto. Lonchocarpus balsensis ingår i släktet Lonchocarpus och familjen ärtväxter. Inga underarter finns listade i Catalogue of Life.